# Djinn (Robbe-Grillet)
Pour les articles homonymes, voir Djinn (homonymie).
Djinn est un roman d'Alain Robbe-Grillet paru en 1981. Il a été écrit en utilisant un procédé de grammaire progressive à la demande de la professeure Yvone Lenard, université de Californie. Chaque chapitre s’occupe d’un élément spécifique de la grammaire française, qui devient de plus en plus difficile au fil de la lecture. Les cinq premiers chapitres sont écrits au présent à la première personne. Le sixième chapitre est écrit à moitié au passé à la 3e personne et à moitié au présent à la première personne. Le huitième chapitre est écrit à la première personne, mais le narrateur n’est plus Simon Lecoeur. Il s’agit d’une narratrice féminine (probablement Djinn).

## Introduction
Par plusieurs abords, Djinn ressemble à un roman policier ; bien qu’il reste difficile de classer définitivement cet ouvrage. Il raconte l’histoire de Simon Lecoeur, un homme d’une trentaine d’années, qui rencontre une jeune femme américaine nommée Jean (prononcée Djinn en anglais). Elle lui propose de travailler pour une organisation secrète luttant contre le machinisme. Djinn/Jean semble mener Simon dans une course poursuite à travers Paris, mais rien ne se passe comme prévu (comme souvent dans les œuvres de Robbe-Grillet).
L’histoire principale est encadrée par une autre histoire (Robbe-Grillet a déjà utilisé cette technique dans La Jalousie). La police perquisitionne l’appartement du narrateur, supposé être Simon Lecoeur. Elle trouve un manuscrit sur le bureau, le Rendez-vous.

## Explication du titre
Bien que Djinn semble faire référence à un génie ou à un esprit mystique, il se réfère plutôt au personnage de la nouvelle, Jean, prénom féminin, dont la prononciation est presque identique en français. Le titre serait donc une transcription de la prononciation anglaise du nom.
Le nom apporte aussi une certaine ambiguïté dans l’ouvrage. Un des autres noms de Simon Lecoeur est « Yann » ou « Jan », qui sont de la même racine que Jean. L’apparence physique de Djinn/Jean rappelle à Simon Lecoeur l’actrice Jane Frank (Jane le féminin de John qui est équivalent à Jean en anglais). Le jeune homme que Simon rencontre à la Rue Vercingétorix III s’appelle Jean. Enfin, la mère de la petite Marie s’appelle Jeanne.
Le nom pourrait aussi faire référence au poème de Victor Hugo Les Djinns, qui présente également une forme progressive, avec des strophes dont la longueur augmente puis diminue régulièrement.

## Résumé
Le prologue débute avec un rapport de la police. Simon Lecoeur a été porté disparu depuis plusieurs jours, ce qui pousse la police à perquisitionner son appartement. Un manuscrit se trouve sur la table, il raconte l’histoire des chapitres suivants.
En réponse à une petite annonce pour un travail, le narrateur se rend dans un hangar et il rencontre son potentiel employeur, Jean. Le narrateur pense que Jean est un homme et il l’aperçoit au fond du hangar, portant un trench-coat, des lunettes noires et un chapeau. « Monsieur Jean » devient ensuite une femme américaine. Djinn/Jean propose au narrateur de participer à une opération, et, comme preuve de fidélité, il doit se rendre à la gare du Nord pour y rencontrer son prochain contact. Sur son trajet vers la gare, le narrateur s’arrête à un café. Au bar, une jeune étudiante lui indique qu’il va être en retard et elle lui montre un raccourci. Le narrateur pense que cette femme est une agent de Djinn, puisqu’elle semble savoir où et quand il a rendez-vous. Il quitte le café et prend le raccourci, qui passe par la rue Vercingétorix III. Là, le narrateur voit un garçon courir dans la rue, puis tomber soudainement comme s’il était mort. Le narrateur décide de l’aider, et il porte le garçon à l’intérieur de l’immeuble le plus proche. Le narrateur rencontre la sœur du garçon, Marie, qui lui dit que son frère Jean « meurt » fréquemment. Le narrateur pense que le garçon est victime de crises chroniques. Il demande où se trouvent les parents du garçon et de la fille, ce à quoi la fille répond en indiquant la photographie d’un marin russe qui est mort en mer. Elle prétend qu’il s’agit de son père. Ensuite, Marie donne au narrateur une lettre de Djinn. Il y apprend que le voyage vers la gare n’était qu’un prétexte.
Le garçon se réveille, et les deux enfants emmènent le narrateur dans un café. Au café, Marie demande que le narrateur lui raconte une histoire. Comme le narrateur est incapable d’inventer une histoire résistant à l’examen de la jeune fille, elle décide de raconter son propre conte. Après un moment, le narrateur doit quitter le café en compagnie de Jean. Il a l’ordre de porter des lunettes noires, et une canne pour jouer le parfait aveugle. Jean est son guide et ils vont prendre un taxi. À l’intérieur du taxi, Jean donne un somnifère au narrateur. À son réveil, il se trouve dans une grande pièce avec d’autres personnes. Il entend la voix de Djinn qui explique leur mission, c’est-à-dire la lutte contre le machinisme. Elle avertit que les robots et les ordinateurs vont contrôler le monde. Le narrateur s’arrange pour bouger discrètement ses lunettes, il aperçoit alors d’autres hommes devant lui. Ils lui ressemblent et portent aussi des lunettes noires, une canne, et sont accompagnés d’un garçon. Il réalise aussi que Djinn n’est pas réellement présente : ils sont en train d’écouter un enregistrement de sa voix. L’homme à côté de lui essaie de lui communiquer quelque chose, mais le narrateur reçoit alors un formidable coup sur la tête.
Le narrateur (qui se révèle effectivement être Simon Lecoeur) se réveille, il n’a aucun souvenir de ce qui s’est passé, à part sa rencontre avec Djinn et l’ordre d’aller à la Gare du Nord. À nouveau, il s’arrête au même café, qui lui rappelle certains détails à propos desquelles il commence à douter. Le serveur a été remplacé par une jeune femme, Marie. Il remarque la photo d’un marin russe, et Marie lui indique qu’il s’agit de son père, qui est mort en mer. Simon aperçoit une canne et des lunettes noires sur la table à côté de lui et il décide de jouer à l’aveugle. Lorsqu’il sort du café, un garçon lui propose son aide pour marcher jusqu’à la Gare du Nord. Tout à coup, ils réalisent qu’ils vont manquer le train d’Amsterdam. Ils commencent alors à courir. Dans la rue Vercingétorix III, Simon trébuche et tombe sur le garçon, qui semble mort. Simon décide de le porter jusqu’à la maison la plus proche. À l’intérieur, il dépose l’enfant sur un lit et il aperçoit une jeune femme qui ressemble à Djinn. Elle explique que le garçon est capable de voir le futur, et que Simon et elle-même ne sont en fait pas réels. Ils existent uniquement à l’intérieur du rêve du garçon. Elle est morte depuis longtemps à cause d’un accident impliquant des machines et des ordinateurs. Quant à Simon, il est encore vivant et il se trouve actuellement dans une réunion d’une organisation terroriste contre le machinisme. Elle révèle à Simon qu’il sera le père de l’enfant et qu’il décédera en mer.
Le narrateur est maintenant une femme. Elle répond à une petite annonce offrant une place de babysitting. Un autre candidat se présente, chacun croit que l’autre est l’employeur potentiel. Elle et l’autre homme, Simon, jouent à un jeu amical, dans lequel elle fait semblant d’être l’employeur ; elle invente alors une histoire à propos d’une organisation terroriste luttant contre le machinisme. Ils se rendent dans un café, où ils racontent leurs histoires. Ensuite, elle prend un taxi pour la gare afin d’accueillir son amie Caroline qui rentre d’Amsterdam. Caroline vient avec sa nièce Marie, qui est la fille d’un marin russe. À l’arrière-plan, la narratrice remarque le sinistre chauffeur de taxi ainsi qu’un jeune homme aveugle guidé par un garçon. Elle pense que le chauffeur de taxi est un agent secret qui a pour mission de la surveiller. Soudain, elle s’évanouit. Lorsqu’elle se réveille, elle n’arrive plus à se souvenir de ce qui s’est passé, excepté le fait qu’elle a rencontré un employeur potentiel dans un hangar désert. Elle s’y rend et elle voit un homme au fond du hangar qui porte un trench-coat, des lunettes noires et un chapeau…
Dans l’épilogue, la police a découvert le cadavre correspondant à la description de Djinn. Cependant, l’agent que l’on pensait appartenir à la police dans le prologue, travaille en fait pour une organisation secrète contre les forces de police. De tous les personnages du manuscrit, seul celui de la petite Marie a pu être vérifié.

## Personnages
- Simon Lecoeur

C'est le narrateur des chapitres 1 à 7.
Il a une trentaine d’années et le prologue révèle qu’il s’agit d’un professeur d’anglais travaillant à la Rue du Passy à Paris. Ses cheveux sont blonds et ses yeux très clairs. Il est aussi appelé « Yann », « Jan », « Robin Körsimos », et « Boris Koershimen ».
- Djinn/Jean

Il s'agit d'une jeune femme américaine originaire de Boston, qui propose au narrateur de travailler dans la lutte contre le machinisme. 
Elle pourrait également être le narrateur du chapitre 8. Elle est grande, blonde et séduisante. Elle pourrait aussi avoir un physique androgyne, comme le laisse supposer la ressemblance entre les descriptions de Djinn et celles de Simon Lecoeur.
- Jean

C'est un garçon de dix ans.
Il vit avec sa sœur Marie dans un immeuble inoccupé de la rue Vercingétorix III. Il apparaît à nouveau dans le livre en tant que guide du narrateur pour le guider à la rencontre clandestine avec l’organisation de Djinn.
- Marie

C'est une fille de sept ans.
Elle habite dans un immeuble inoccupé avec son frère Jean. Elle apparaît à nouveau dans le livre, à la Gare du nord avec sa tante Caroline.
La serveuse du café se prénomme également Marie.
- Caroline

C'est une amie de la narratrice du chapitre 8 (probablement Djinn).
- Docteur Morgan

C'est un personnage inventé dans l’histoire racontée par Simon à la narratrice dans le chapitre 8. 
Dans l’épilogue, on apprend que le docteur Morgan est un docteur dans l’école où Simon Lecoeur travaille.
- Jeanne

C'est la mère de la petite Marie.
- Joseph

C'est le père de la petite Marie.
- Laura

C'est une femme (ou peut-être un mannequin) qui apparaît avec Djinn dans le premier chapitre du livre.

## Éditions
- Djinn, éditions de Minuit, 1981,  (ISBN 2-7073-0328-3) (BNF 34681819).